# Райкин, Бруно Литманович
Бру́но Ли́тманович Ра́йкин (18 февраля 1912, Рига — 2005, Лондон) — южноафриканский пианист еврейского происхождения.

## Семья
Родился в Риге, был вторым ребёнком во втором браке Литмана Райкина. Семья эмигрировала в ЮАР под угрозой войны. Вырос в Претории. Двоюродный брат Аркадия Райкина.

## Образование
Консерватория Лейпцига.

## Творческая деятельность
Бруно Райкин впервые выступил на публике в возрасте девяти лет. После учёбы у Сиднея Розенблума Райкин приехал в Европу, чтобы продолжить учебу в Лейпциге.
Известен многолетней работой с Полем Робсоном. Робсон и Райкин познакомились в Лондоне в мае 1949 года и Робсон предложил временно заменить заболевшего аккомпаниатора, американского пианиста Лоуренса Брауна. Позднее Бруно Райкин признавался, что Англия стала одной из центральный точек на карте в своей жизни. Фортепиано Райкина звучит на многих аудиозаписях Робсона периода 50-х. Райкин участвовал с Робсоном в музыкальных фестивалях и записях на телевидении.
Преподавал в Джульярдской школе, где сейчас его племянницей Анеттой Рабин организованы мемориальные уроки его имени. Участвовал переводчиком в музыкальных издательствах. Писал музыку для театра.

## Оценка творчества
Арнольд Х. Любаш, журналист The New York Times и биограф Поля Робсона, в своей книге 2012 года Robeson: An American Ballad отмечает значительную роль Райкина в творческом развитии афроамериканского исполнителя.Того же мнения придерживается и Александр Васькин, отметивший, что Райкин «всю жизнь пахал на Робсона как негр».